# Дуб звичайний (Камінь-Каширський район, Нуйнівське лісництво)
Дуб звича́йний — ботанічна пам'ятка природи місцевого значення в Україні. Об'єкт розташований на території Камінь-Каширського району Волинської області, ДП «Камінь-Каширське ЛГ», Нуйнівське лісництво, квартал 16. 
Площа — 0,01 га, статус отриманий у 2007 році.
Охороняється екземпляр дуба звичайного (Quercus robur) віком близько 245 років.